# خانه خوب (فیلم)
خانه خوب (به انگلیسی: The Good House) فیلمی محصول سال ۲۰۱۰ و به کارگردانی مایا فوربس و والاس ولودارسکی است. در این فیلم بازیگرانی همچون سیگورنی ویور، کوین کلاین، مورنا باکارین، راب دلینی، بورلی دی آنجلو، دیوید راشی، کلی اوکوین و کاترین اربه ایفای نقش کرده‌اند.